# Francesco Betti
Francesco Betti (Massa, 18 ottobre 1870 – Massa, 5 febbraio 1920) è stato un politico e avvocato italiano.

## Biografia
Francesco Betti fu tra i fondatori del Partito Socialista nella zona apuana. Laureato in giurisprudenza, dal 1901 scrive per il giornale socialista La Battaglia di Carrara, di cui divenne direttore.
Dal 1902 al 1920 venne eletto nel consiglio comunale di Massa. In questo periodo alla guida del partito ci fu una forte crescita dei consensi che portarono i socialisti a esprimere il sindaco: prima il fratello Marcello, poi dal 1915 al 1919 lo stesso Francesco Betti.
Alle elezioni del 1919 fu eletto deputato. Muore nel febbraio 1920 all'età di 49 anni da parlamentare in carica.